# Kurt Wessel

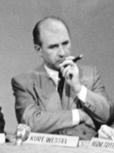
Kurt Wessel (1953)

Kurt Wessel (* 21. Mai 1908 in Magdeburg; † 7. November 1976 in München) war ein deutscher Journalist.

## Leben und Wirken
Kurt Wessel wuchs in Breslau auf und begann seinen journalistischen Berufsweg bei den Breslauer Neuesten Nachrichten. Nach dem Zweiten Weltkrieg arbeitete er ab 1946 in Heidelberg bei der Rhein-Neckar-Zeitung unter Theodor Heuss. Nach zwei weiteren Stationen in Stuttgart, bei der Stuttgarter Zeitung und der Deutschen Zeitung und Wirtschaftszeitung, wurde er 1961 stellvertretender Chefredakteur beim Münchner Merkur. Von 1963 bis 1973 war er Chefredakteur dieser Abonnementzeitung, zu der eine Vielzahl von sogenannten Kopfblättern als Regionalzeitungen gehören und in deren Verlag auch die Boulevardzeitung tz erscheint.

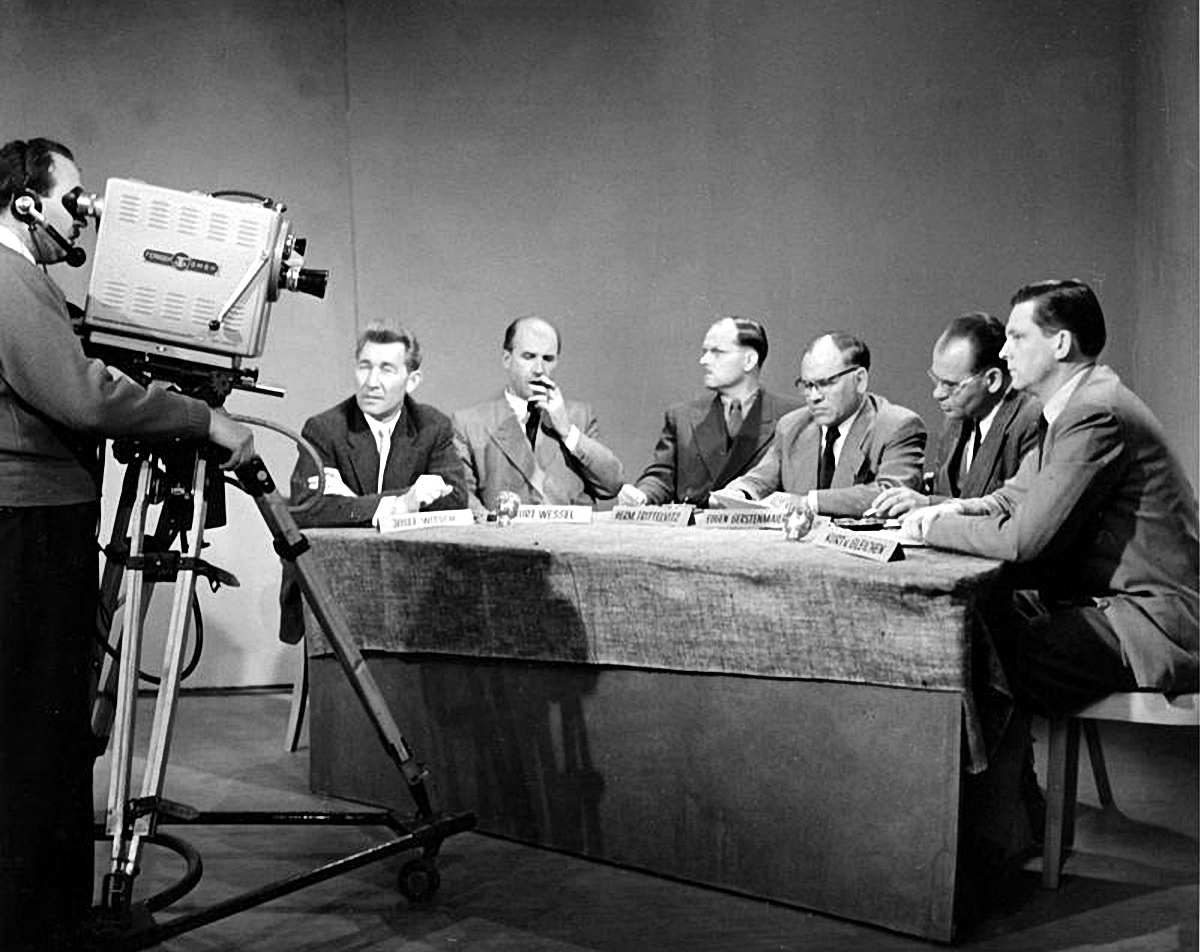
Kurt Wessel (sitzend, 2. v. li.) bei einem Journalistengespräch über die Saarfrage (November 1953)

Bekannt wurde Wessel durch seine Tätigkeit beim Rundfunk und vor allem als einer der ersten Diskussionsleiter beim Fernsehen, wo er beim Bayerischen Rundfunk (BR) unter anderem seit 1959 die innenpolitische Diskussions-Fernsehreihe Unter uns gesagt moderierte. Bereits seit 1955 trat er beim BR-Fernsehen gelegentlich als politischer Kommentator auf.
Wessel engagierte sich für seinen Berufsstand und war unter anderem von 1958 bis 1961 Vorsitzender des baden-württembergischen Journalistenverbandes.
1973 gab er aus gesundheitlichen Gründen seine Tätigkeit als Chefredakteur des Münchner Merkurs auf.
Nach längerer Erkrankung starb Kurt Wessel in einem Münchener Krankenhaus an einem Schlaganfall.

## Auszeichnungen
Wessel erhielt 1965 den Bayerischen Verdienstorden. Ihm wurde auch das Große Bundesverdienstkreuz verliehen.